# Груман А-6 Интрюдър
Груман А-6 Интрюдър (на английски: Grumman A-6 Intruder) е американски двудвигателен реактивен атакуващ самолет, произведен от Груман Аероспейс (на английски: Grumman Aerospace). На въоръжение в USN и USMC между 1963 и 1997 г. А-6 е проектиран и изпълнен като щурмови изтребител – бомбардировач, годен да нанася удари при всякакви метеорологични условия. Заменя във USN и USMC еднодвигателния щурмовик A-1 Skyraider. Един от вариантите на самолета EA-6B Prowler ще бъде изведен от употреба в края на 2011 г.

## История
След войната в Корея, USN решава да замени остарелия щурмовик A-1 Skyraider с напълно нов самолет. Въпреки че самолетът не се представя лошо в бойните действия, американския флот има две сериозни забележки. На първо място A-1 Skyraider няма възможности за действия при лоши метеорологични условия и е с много ограничени възможности за операции в тъмната част на денонощието. Освен това полезния товар на самолета се оказва недостатъчен, за да навреди сериозно на дълговременни отбранителни съоръжения. На второ място, флотът изпитва принципно недоверие към самолети с един двигател. От такива позиции USN организира конкурс, в който участват Бел, Боинг, Дъглас Еъркрафт, Груман, Локхийд, Мартин, Норт Американ, и Воут. На 2 януари 1958 г. Груман е обявен за победител в конкурса, а през февруари същата година е подписан контракт за производство на новия атакуващ самолет на USN и USMC.

## Дизайн
Съгласно изискванията на флота, Груман разработва прототип с два двигателя, двама души екипаж, дозвуков атакуващ самолет способен да пробива отбраната на силно укрепени наземни обекти при всякакви метеорологични условия, през деня и нощта и възможности за действия от малки и пределно малки височини. Отхвърлена е възможността за използване на крила с променлива стреловидност. Площта на последните е доста голяма – 49,1 м², за самолет от този клас, което повишава значително бойния радиус на машината. Двамата пилоти седят в кокпита един до друг, което подобрява комуникацията помежду им, особено в бойна обстановка. Първият полет на прототипа е осъществен на 19 април 1960 г.

## Експлоатация
А-6 започва да постъпва на въоръжение в USN и USMC през есента на 1962 г. Първата боеготова ескадрила е сформирана през февруари 1963 г. Самолета остава на въоръжение до 1997 г., когато е заменен от новия многоцелеви изтребител F-18 Хорнет. Вариантът за радиоелектронно противодействие ЕА-6Б Праулер е на въоръжение в американския флот до края на 2011 г. Самолета е в производство до 1990 г. Общия брой произведени машини за този период е 693 при единична цена 43 милиона долара.

## Бойно използване
Груман А-6 Интрюдър е основен ударен самолет на USN и USMC на САЩ. Като такъв участва неизменно във всички операции на американския флот и американската морска пехота. Участието на машината в бойни действия е представено в хронологичен ред.

### Виетнам
А-6 е първият самолет, който нанася удари по обекти на територията на Виетнам. Точността на попаденията е много висока. Бойната мощ на машината е забележителна – стандартното бойно натоварване на самолета е 8170 кг. Големия размер на щурмовика, заедно с ниските маневрени възможности при пълно бойно натоварване го правят удобна мишена за виетнамската ПВО. Независимо от това загубите са оценени като приемливи. Трябва да се отбележи и фактът, че А-6 Интрюдър изпълнява най-опасните бойни мисии, свързани с атаки на силно укрепени позиции и дълговременни отбранителни съоръжения (ДОС). За времетраенето на конфликта са загубени 84 машини. Първият свален самолет е на 14 юли 1965 г. от състава на атакуваща ескадрила 75 (VA-75) на самолетоносача USS Independence (CV-62). Инцидентът става над територията на Лаос. Екипажът на самолета лейтенант Доналд Бойкър и лейтенант Доналд Итън се спасява. Последната загуба е регистрирана на 24 януари 1973 г. Свалената машина е от състава на атакуваща ескадрила 35 (VA-35) на самолетоносача USS America (CV-66). Екипажът лейтенант Граф и лейтенант Хатфийлд е спасен от американски хеликоптер. От загубените 84 самолета, 10 са свалени от зенитни ракети земя – въздух, два – при въздушен бой от МиГ-21, 16 са загубени при неизяснени обстоятелства и 56 машини са загубени от огъня на зенитната артилерия. Двадесет американски самолетоносача вземат участие в бойните действия. Загубите на А-6 по кораби е както следва: USS Constellation (CV-64) губи 11 самолета; USS Ranger (CV-61) губи 8; USS Coral Sea (CV-43) – 6; USS Midway (CV-41) – 2; USS Independence (CV-62) губи 4; USS Kitty Hawk (CV-63) понася най-тежките загуби с 14 машини; USS Saratoga (CV-60) – 3; атомния самолетоносач USS Enterprise (CVN-65) губи 8 и USS America (CV-66) губи две машини. Анализът на следвоенните действя показва, че самолетът се справя много добре в бойна обстановка и в среда наситена със средства на ПВО. Поради ниската скорост и маневреност на малки и пределно малки височини машината е уязвима от преградния огън на малокалибрената зенитна артилерия на противника. Самолетът се представя сравнително добре и при въздушен бой (загубени са само две машини), но така или иначе при почти всички мисии е ескортиран от флотските изтребители F-8 Крусейдър и F-4 Фантом.

### Ливан
A-6 Интрюдър поддържа операции на международните сили в Ливан през 1983 г. Един самолет е свален от сирийска ракета земя – въздух.

### Либия
A-6 Интрюдър участва активно и в операция „Ел Дорадо Каньон“ през април 1986 г. срещу Либия. Атакуващите самолети са от атакуващите ескадрили 34 (VA-34 „Blue Blasters“) на самолетоносача USS America (CV-66) и 55 (VA-55 „Warhorses“) на самолетоносача USS Coral Sea (CV-43). Разрушена е резиденцията на либийския диктатор Муамар Кадафи.

### Ирак
По време на военните действия в Ирак (Операция Пустинна буря през 1991 г., USN и USMC извършват повече от 4700 бойни полета с машини А-6. Мисиите са най-разнородни и включват унищожаване на ПВО системи, атаки на полеви позиции на Иракската републиканска гвардия и удари в дълбочина по стратегически цели. USN оперира от самолетоносачите USS Saratoga (CV-60), USS John F. Kennedy (CV-67), USS Midway (CV-41), USS Ranger (CV-61), USS America (CV-66), USS Nimitz (CVN-68) и USS Theodore Roosevelt (CVN-71), а USMC – от авиобазата Шейх Иса в Бахрейн. Три самолета са свалени в първите два дни от войната от огъня на иракската зенитна артилерия. Екипажите оцеляват.

### Сомалия
След войната в Ирак А-6 Интрюдър взема участие в Операция „Възвърната надежда“ в Сомалия. На 28 април 1993 самолети от USMC оказват въздушна поддръжка на сухопътните части на морската пехота.

### Босна
Последното участие на A-6 в операции е през 1994 г. по време на конфликта в Босна. Мисиите са предимно разузнавателни.

## Варианти
А-6 Интрюдър има 18 варианта, като 12 от тях са на основната машина. Има и четири дълбоки модификации, които продължават да са на въоръжение в американския флот:
1. KA-6D – палубен керосинозареждач с общ запас гориво за дозареждане 7300 литра. Произведени са 58 такива машини.
2. EA-6A – двуместен самолет за радиотехническо разузнаване. Произведени са 21 такива машини.
3. NA-6A – двуместен самолет за изпитания на тактическо ядрено оръжие. Произведени са 6 такива машини.
4. ЕА-6В – четириместен самолет за радиоелектронна борба. Най-известната модификация на самолета. На всеки от американските самолетоносачи са базирани от 4 до 6 такива машини. От 2012 г. ще започне подмяната му с по – съвършения EA-18G Growler.

## Изпълнение
1. Скорост: крейсерска – 775 км/час; максимална – 1040 до 1100 (при пикиране) км/час.
2. Практически таван: 12700 метра.
3. Далечина на полета: от 5190 до 5222 км в зависимост от монтираното въоръжение.
4. Набиране на височина: 38,7 метра/сек.
5. Аеродинамично качество: 15,2

## Въоръжение
Самолета има 4 подкрилни пилона и шахта във фюзелажа. Може да носи общо 8170 кг. въоръжение. Няма оръдия или картечници.

### Ракети
- Неуправляеми реактивни снаряди (НУРС) – „Зуни“, 127 мм., противотанкови.
- Управляеми реактивни снаряди (УРС) „въздух-въздух“ AIM-9 Сайдуиндър – 2 бр.
- Управляеми реактивни снаряди (УРС) „въздух-земя (повърхност)“ AGM-45 Shrike, AGM-62 Walleye, AGM-88 HARM – 2 до 3 бр.
- Управляеми реактивни снаряди (УРС) „въздух-кораб“ AGM-65 Maverick и AGM-84 Harpoon – 2 до 3 бр.

### Бомби
- Mk 81 113 кг. GPS
- Mk 82 227 кг. GPS
- Mk 83 454 кг. GPS
- Mk-84 907 кг. GPS
- Mk-117 340 кг. GP или Mk 77 340 кг. запалителна бомба
- Mk-20 Rockeye II касетъчна бомба
- GBU-10 Paveway II, GBU-12 Paveway II и GBU-16 Paveway II – лазерно-управляеми „интелигентни“ бомби

### Ядрени боеприпаси
- B61 атомна бомба – 1 бр.
- B43 атомна бомба – 1 бр.

### Мини
- CBU-89 GATOR касетъчна мина
- Стандартни противокорабни мини
- Стандартни противоподводникови мини

### Напалм
- 4 по 1200 литра на подкрилните пилони

## Авионика
1. Комплексна цифрова прицелно – навигационна система „Диана“, позволяваща бойното използване на самолета на малки и пределно малки височини и при всякакви метеорологични условия.
2. Система за кацане по прибори AN/ARN – 58.
3. Система за близка радионавигация ТАКАН AN/APN – 52.

## Оператори
Груман А-6 Интрюдър е на въоръжение във ВМС (USN) и Корпуса на морската пехота (USMC) на САЩ. Като самолет – носител на тактическо ядрено оръжие не е продаван на други страни.

## Приложение
Груман А-6 Интрюдър е много добър самолет в своя клас. Притежава изключителни способности за действие от малки и пределно малки височини и при всякакви метеорологични условия, денем и през нощта. Вариантите на бойното му натоварване са практически неограничени, което го прави много подходящ за решаване на широк кръг от бойни задачи. Характеристиките на самолета позволяват достигане и унищожаване на силно защитени от ПВО наземни обекти на противника или отделни кораби и/или корабни съединения. Има възможности за действие срещу подводни лодки, въпреки че САЩ разполагат с много самолети специално пригодени за целта (Р-2 Е Нептун, Р – 3 С Орион, S – 2 Трекер и S – 3 А Викинг, първите два с наземно базиране, вторите – палубни). Недостатъците на машината се крият (от съвременна гледна точка) в липсата на многоцелевост – самолета е определено слаб във въздушните боеве, което налага ескортирането му от изтребители. Липсва оръдейно въоръжение, а УРС Сайдуиндър за близък бой не са всеракурсни и поразяват само цели в предната полусфера. Натоварен с повече от 8 тона оръжия, самолетът е относително тромав и бавен на малка височина, което го прави удобна мишена за зенитната артилерия на противника. Този недостатък се компенсира от факта, че машината става доста маневрена след освобождаване от оръжията и външните окачени резервоари (ако има такива). Също така трябва да се вземе под внимание и високата квалификация и тренираност на пилотите от USN и USMC.